# Ludovico Ludovici
Ludovico Ludovici (Eboli, 15 aprile 1747 – Policastro, 17 gennaio 1819) è stato un vescovo cattolico e militare italiano.

## Biografia
Frate francescano, il 26 marzo 1792 fu eletto vescovo di Crotone, da dove il 18 dicembre 1797 fu trasferito alla sede di Policastro.
Fervente borbonico, si distinse nella marcia del cardinale Ruffo alla riconquista del regno di Napoli, comandando l'ala sinistra dell'esercito della Santa Fede. Fu inviato dal re Ferdinando quale alter ego sia in Puglia che in Molise, distinguendosi per gli intenti pacificatori e riconciliativi, in un'epoca particolarmente cruenta per il Mezzogiorno d'Italia.
Durante il decennio di occupazione francese fu rimosso dalla carica episcopale ed inviato in esilio ad Assisi. In questa occasione papa Braschi, l'aristocratico Pio VII, lo nominò suo assistente personale al soglio pontificio.
Fu autore di alcuni scritti interessanti e di una cronaca manoscritta che è stata ritrovata di recente.
Uomo poliedrico dalla forte personalità, tra le altre cose fondò un'Accademia culturale.

## Genealogia episcopale
La genealogia episcopale è:
- Cardinale Scipione Rebiba
- Cardinale Giulio Antonio Santori
- Cardinale Girolamo Bernerio, O.P.
- Arcivescovo Galeazzo Sanvitale
- Cardinale Ludovico Ludovisi
- Cardinale Luigi Caetani
- Cardinale Ulderico Carpegna
- Cardinale Paluzzo Paluzzi Altieri degli Albertoni
- Papa Benedetto XIII
- Papa Benedetto XIV
- Papa Clemente XIII
- Cardinale Luigi Valenti Gonzaga
- Vescovo Ludovico Ludovici, O.F.M.Obs.